# Leipziger Krystallpalast-Sänger
Die Leipziger Krystallpalast-Sänger waren eine sogenannte „Herrensänger-Gesellschaft“, wie sie im mitteldeutschen Raum, vor allem in den großen Städten Leipzig und Dresden, in der zweiten Hälfte des 19. Jahrhunderts entstanden sind. Solche Vereinigungen hießen so, weil nur Männer als Mitglieder aufgenommen wurden.

## Geschichte
Gegründet wurde das Ensemble 1889 auf Initiative des gelernten Ofensetzers und Volkssängers Richard Klein. Er nannte es „Leipziger Quartett- und Coupletsänger“. Außer ihm waren noch Franz Jentzsch, Max Schmidt und Oswald E. Bischoff beteiligt.
Um die Möglichkeit zu erhalten, außer in Vereinen auch öffentlich aufzutreten, erwarb die Gesellschaft einen Wandergewerbeschein. Ihre Mitgliederzahl erweiterte sich nun auch noch um die Herren Willy Metz, Arthur Seidel und den Damendarsteller Corthum (auch Kortum).
Leiter des Ensembles waren am Anfang der Volkssänger Richard Klein und der Komödiant und Humorist Arthur Seidel sen. Seidel war es auch, der 1891 auf die Idee kam, Konzerte in der Alberthalle des Leipziger Großvarietés Krystallpalast zu veranstalten, woraufhin sich die Gruppe „Leipziger Sänger aus dem Krystallpalast“ und später „Leipziger Krystallpalast-Sänger“ nannte. Als Klein sich aus der Direktion zurückzog, teilten sich Seidel und der Pianist und Komponist Oswald E. Bischoff (1855–1924) in die Leitung.
Im Jahre 1906 konnte das Ensemble auf ein 25-jähriges Bestehen zurückblicken.
Später leitete Franz Jentzsch die Gesellschaft. Auf zahlreichen „Grammophon“-Aufnahmen des Ensembles wird sein Name auf dem Etikett („Direktion: Franz Jentzsch“) genannt.
Nach dem Tode von Franz Jentzsch im Jahre 1938 löste sich die Gesellschaft auf.

## Tonträger
Schon früh besangen die Leipziger Krystallpalast-Sänger Schallplatten verschiedener Fabrikate: Grammophon, Zonophone, Kalliope und Homokord, später Artiphon, Beka und Tri-Ergon. Dismarc (discovering music archives) weist 197 Einträge für die Kristallpalast-Sänger nach.
Die alten Schallplatten bilden seltene Zeugnisse, die der Nachwelt die verstummte Welt der „Herrensänger“-Gesellschaften heute wieder hörbar machen helfen. Während bei einigen Aufnahmen der Vortragende auf dem Etikett namentlich genannt wird, begnügen sich die meisten mit der Sammelbezeichnung „Leipziger Krystallpalast-Sänger“; einige davon, z. B. die „Grammophon“-Etiketten, geben den Namen des Direktors Franz Jentzsch an.
Neben den historischen Aufnahmen, deren Titel dem Verzeichnis bei Dismarc zu entnehmen sind und von denen einzelne auch bei youtube angehört werden können (siehe Weblinks), sind auch fünf Aufnahmen der Leipziger Krystallpalast-Sänger auf der 1999 veröffentlichten CD Rare Schellacks – Sachsen – Volkssänger 1910–1932 enthalten.

## Programme
Das Repertoire bestand aus den damals beim Publikum der „Herrensängergesellschaften“ allgemein beliebten Quartettvorträgen mit Piston- und Klavierbegleitung, die durch Soloszenen und Couplets abgelöst wurden. Beschluss und Höhepunkt der Vorstellung bildete üblicherweise eine Ensembleszene heiteren Inhalts, bei der alle mitwirkten. Größere Aufführungsformate als den Einakter oder Theatersketsch gestatteten die behördlichen Bestimmungen der Reichsgewerbeordnung damals nur lizenzierten Theatertruppen. Dies galt wie für die süddeutschen auch für die mitteldeutschen Volkssängergruppen. Eine weitere Reglementierung erfuhren die Volkssänger durch das Kostümverbot, dem zufolge sie nur im schwarzen Frack auftreten durfte,  wenn der Veranstalter nicht vom Magistrat ein „Singspielhallen-Patent“ erworben hatte.
Die meisten Texte schrieben sich die einzelnen Volkssänger selber, doch wurden auch Vorträge  anderer Autoren in das Programm aufgenommen, z. B. erzgebirgische Volkslieder von Anton Günther, „Tanz- und Jux-Lieder“ aus dem sächsischen Vogtland von Hilmar Mückenberger, oder Solvorträge wie Emil Winter-Tymians „Fliegentüten-Heinrich“, welcher durch Paul Beckers’ (1878–1965) Interpretationen unsterblich geworden ist. Zu den wichtigsten Verfassern zählten neben Franz Jentzsch und Richard Klein die Sänger Martin Mühlau, Edgar Eyle, Emil Meisel und Reinhold Fischer, die ihre Lieder auch größtenteils selbst vortrugen. Ihre Stimmen sind durch die Schallplatte erhalten.
Einen Eindruck, wie die Vorstellungen der Krystallpalast-Sänger ausgesehen haben mögen, gibt ein Theaterzettel des Lokals „Stadtgarten Leipzig“ von 1889, als die Krystallpalast-Sänger noch Leipziger Quartett- und Coupletsänger hießen, und der sich in der Staats- und Universitätsbibliothek Dresden erhalten hat.  Er nennt vier „Theile“ des Programms. Im „I. Theil“ werden eine Gesangsquadrille, ein Liedvortrag, ein Tanzcouplet und ein komisches Duett geboten. Dazu kommen im „II. Theil“ eine Soloscene, ein Walzerrondo, ein weiteres Tanzcouplet, im „III. Theil“ schließlich ein weiterer Coupletvortrag, und als Höhepunkt eine „humoristische Ensemblescene von E. Winter“, vermutlich von Emil Winter-Tymian. Dazwischen wird zwei Mal der Auftritt eines Mimikers und einmal der eines „anatomischen Weltwunders“ angekündigt, was den Varietécharakter der Vorstellung belegt.